# Liste des chapelles de l'Aveyron
La liste des chapelles de l'Aveyron présente les chapelles situées sur le territoire des communes du département français de l'Aveyron. Il est fait état des diverses protections dont elles peuvent bénéficier, et notamment les inscriptions et classements au titre des monuments historiques.
Toutes sont situées dans le Diocèse de Rodez et Vabres.

## Liste
| Chapelle                                                                             | Commune                        | Adresse                                                                          | Coordonnées                      | Notice         | Protection                                                                     | Date | Illustration                                                                         |
| ------------------------------------------------------------------------------------ | ------------------------------ | -------------------------------------------------------------------------------- | -------------------------------- | -------------- | ------------------------------------------------------------------------------ | ---- | ------------------------------------------------------------------------------------ |
| Chapelle Saint-Lazare d'Agen-d'Aveyron                                               | Agen-d'Aveyron                 |                                                                                  | à géolocaliser                   |                |                                                                                |      | Image manquante Téléverser                                                           |
| Chapelle Sainte-Catherine d'Almont-les-Junies                                        | Almont-les-Junies              |                                                                                  | 44° 36′ 44″ nord, 2° 19′ 10″ est |                |                                                                                |      | Image manquante Téléverser                                                           |
| Chapelle Saint-Martial de Mels                                                       | Argences en Aubrac             |                                                                                  | 44° 48′ 40″ nord, 2° 43′ 42″ est | « PA00094152 » | Inscrit MH                                                                     | 1928 | Chapelle Saint-Martial de Mels                                                       |
| Chapelle de Banes                                                                    | Argences en Aubrac             |                                                                                  | 44° 48′ 27″ nord, 2° 48′ 23″ est |                |                                                                                |      | Image manquante Téléverser                                                           |
| Chapelle de Cayrac                                                                   | Argences en Aubrac             |                                                                                  | 44° 46′ 47″ nord, 2° 48′ 42″ est |                |                                                                                |      | Image manquante Téléverser                                                           |
| Chapelle Notre-Dame dite du Pouzet d'Aubin                                           | Aubin                          |                                                                                  | 44° 31′ 55″ nord, 2° 15′ 05″ est |                |                                                                                |      | Chapelle Notre-Dame dite du Pouzet d'Aubin                                           |
| Chapelle Notre-Dame de Hauteserre                                                    | Auzits                         |                                                                                  | 44° 29′ 23″ nord, 2° 18′ 30″ est |                |                                                                                |      | Image manquante Téléverser                                                           |
| Chapelle Saint-Jean-de-l'Hôpital d'Auzits                                            | Auzits                         |                                                                                  | 44° 30′ 21″ nord, 2° 19′ 43″ est |                |                                                                                |      | Chapelle Saint-Jean-de-l'Hôpital d'Auzits                                            |
| Chapelle du couvent des Dominicaines de Bor                                          | Bor-et-Bar                     |                                                                                  | 44° 11′ 54″ nord, 2° 04′ 47″ est |                |                                                                                |      | Image manquante Téléverser                                                           |
| Chapelle Notre-Dame-du-Fraysse de Bournazel                                          | Bournazel                      |                                                                                  | 44° 27′ 41″ nord, 2° 17′ 53″ est |                |                                                                                |      | Image manquante Téléverser                                                           |
| Chapelle Sainte-Catherine de Sainte-Catherine                                        | Bozouls                        |                                                                                  | 44° 27′ 45″ nord, 2° 42′ 47″ est |                |                                                                                |      | Image manquante Téléverser                                                           |
| Chapelle Chapelle du Saint Esprit de Bozouls                                         | Bozouls                        | Propriété privée (Édifice du XIIIe de style roman)                               | à géolocaliser                   |                |                                                                                |      | Image manquante Téléverser                                                           |
| Chapelle Saint-Dalmas de Saint-Dalmazi                                               | Brasc                          |                                                                                  | 44° 00′ 08″ nord, 2° 34′ 43″ est |                |                                                                                |      | Chapelle Saint-Dalmas de Saint-Dalmazi                                               |
| Chapelle Saint-Jean-Baptiste de Jongues                                              | Brommat                        |                                                                                  | 44° 51′ 33″ nord, 2° 44′ 04″ est |                |                                                                                |      | Image manquante Téléverser                                                           |
| Chapelle Saint-Thomas de Brusque                                                     | Brusque                        |                                                                                  | 43° 44′ 52″ nord, 2° 58′ 33″ est |                |                                                                                |      | Chapelle Saint-Thomas de Brusque                                                     |
| Chapelle dite grotte des Baumes de grotte Notre-Dame                                 | Brusque                        |                                                                                  | 43° 46′ 21″ nord, 2° 56′ 35″ est |                |                                                                                |      | Image manquante Téléverser                                                           |
| Chapelle de Villelongue                                                              | Cabanès                        | Hameau de Villelongue (Petit musée de la résistance)                             | à géolocaliser                   |                |                                                                                |      | Image manquante Téléverser                                                           |
| Chapelle Notre-Dame de Calmels                                                       | Calmels-et-le-Viala            |                                                                                  | 43° 57′ 01″ nord, 2° 46′ 08″ est |                |                                                                                |      | Chapelle Notre-Dame de Calmels                                                       |
| Chapelle du château du Bosc                                                          | Camjac                         |                                                                                  | 44° 09′ 51″ nord, 2° 22′ 54″ est |                |                                                                                |      | Chapelle du château du Bosc                                                          |
| Chapelle du Saint-Sépulcre de Campagnac                                              | Campagnac                      |                                                                                  | 44° 24′ 54″ nord, 3° 06′ 20″ est |                |                                                                                |      | Image manquante Téléverser                                                           |
| Chapelle de la Bastide                                                               | Cantoin                        |                                                                                  | 44° 51′ 29″ nord, 2° 50′ 46″ est |                |                                                                                |      | Image manquante Téléverser                                                           |
| Chapelle de Cantoinet de Cantoin                                                     | Cantoin                        |                                                                                  | 44° 50′ 30″ nord, 2° 47′ 28″ est |                |                                                                                |      | Image manquante Téléverser                                                           |
| Chapelle Saint-Joseph de la Capelle                                                  | Castanet                       |                                                                                  | 44° 18′ 02″ nord, 2° 19′ 49″ est |                |                                                                                |      | Image manquante Téléverser                                                           |
| Chapelle Notre-Dame de Buenne                                                        | Clairvaux-d'Aveyron            |                                                                                  | 44° 25′ 02″ nord, 2° 22′ 01″ est |                |                                                                                |      | Image manquante Téléverser                                                           |
| Chapelle Saint-Joseph du couvent des Sœurs de Saint-Joseph de Clairvaux              | Clairvaux-d'Aveyron            |                                                                                  | 44° 25′ 36″ nord, 2° 24′ 39″ est |                |                                                                                |      | Chapelle Saint-Joseph du couvent des Sœurs de Saint-Joseph de Clairvaux              |
| Chapelle de la Bonélie                                                               | Compolibat                     |                                                                                  | 44° 22′ 58″ nord, 2° 10′ 10″ est |                |                                                                                |      | Image manquante Téléverser                                                           |
| Chapelle                                                                             | Connac                         |                                                                                  | à géolocaliser                   |                |                                                                                |      | Image manquante Téléverser                                                           |
| Chapelle Saint-Roch de Conques                                                       | Conques-en-Rouergue            |                                                                                  | 44° 35′ 51″ nord, 2° 23′ 36″ est |                |                                                                                |      | Chapelle Saint-Roch de Conques                                                       |
| Chapelle du cimetière de Conques                                                     | Conques-en-Rouergue            |                                                                                  | 44° 35′ 55″ nord, 2° 23′ 57″ est |                |                                                                                |      | Chapelle du cimetière de Conques                                                     |
| Chapelle du Rosaire de Conques                                                       | Conques-en-Rouergue            |                                                                                  | 44° 35′ 56″ nord, 2° 23′ 54″ est |                |                                                                                |      | Image manquante Téléverser                                                           |
| Chapelle Notre-Dame-de-la-Nativité de Grand-Vabre                                    | Conques-en-Rouergue            |                                                                                  | 44° 37′ 48″ nord, 2° 21′ 32″ est |                |                                                                                |      | Chapelle Notre-Dame-de-la-Nativité de Grand-Vabre                                    |
| Chapelle Sainte-Foy de Conques                                                       | Conques-en-Rouergue            |                                                                                  | 44° 35′ 46″ nord, 2° 23′ 14″ est |                |                                                                                |      | Image manquante Téléverser                                                           |
| Chapelle Saint-Roch de Noailhac                                                      | Conques-en-Rouergue            |                                                                                  | 44° 34′ 02″ nord, 2° 21′ 58″ est |                |                                                                                |      | Chapelle Saint-Roch de Noailhac                                                      |
| Chapelle Saint-Roch de Roucan                                                        | Conques-en-Rouergue            |                                                                                  | 44° 37′ 56″ nord, 2° 21′ 08″ est |                |                                                                                |      | Chapelle Saint-Roch de Roucan                                                        |
| Chapelle Notre-Dame del Boy de Cabrespines                                           | Coubisou                       |                                                                                  | 44° 34′ 58″ nord, 2° 43′ 04″ est |                |                                                                                |      | Chapelle Notre-Dame del Boy de Cabrespines                                           |
| Chapelle Saint-Martial de Nadaillac                                                  | Coubisou                       |                                                                                  | 44° 32′ 09″ nord, 2° 43′ 58″ est |                |                                                                                |      | Chapelle Saint-Martial de Nadaillac                                                  |
| Chapelle Saint-Clément de Saint-Clément                                              | Druelle Balsac                 |                                                                                  | 44° 21′ 48″ nord, 2° 26′ 21″ est |                |                                                                                |      | Image manquante Téléverser                                                           |
| Chapelle Notre-Dame-du-Pontet d'Entraygues-sur-Truyère                               | Entraygues-sur-Truyère         |                                                                                  | 44° 38′ 29″ nord, 2° 34′ 12″ est |                |                                                                                |      | Chapelle Notre-Dame-du-Pontet d'Entraygues-sur-Truyère                               |
| Chapelle Saint-Georges d'Entraygues-sur-Truyère                                      | Entraygues-sur-Truyère         |                                                                                  | 44° 38′ 37″ nord, 2° 34′ 11″ est |                |                                                                                |      | Image manquante Téléverser                                                           |
| Chapelle de Calmont-d'Olt                                                            | Espalion                       |                                                                                  | 44° 31′ 05″ nord, 2° 45′ 12″ est | « PA00094233 » | Classé MH Château et chapelle de Calmont-d'Olt, y compris la deuxième enceinte | 1992 | Chapelle de Calmont-d'Olt                                                            |
| Chapelle de l'hôpital Jean Solinhac d'Espalion                                       | Espalion                       |                                                                                  | 44° 31′ 37″ nord, 2° 45′ 42″ est |                |                                                                                |      | Chapelle de l'hôpital Jean Solinhac d'Espalion                                       |
| Chapelle des Ursulines d'Espalion                                                    | Espalion                       |                                                                                  | 44° 31′ 17″ nord, 2° 45′ 50″ est |                |                                                                                |      | Chapelle des Ursulines d'Espalion                                                    |
| Chapelle Saint-Jean de Carnéjac                                                      | Espalion                       |                                                                                  | 44° 30′ 09″ nord, 2° 46′ 14″ est |                |                                                                                |      | Chapelle Saint-Jean de Carnéjac                                                      |
| Chapelle des Pénitents d'Espalion                                                    | Espalion                       |                                                                                  | 44° 31′ 15″ nord, 2° 45′ 47″ est |                |                                                                                |      | Chapelle des Pénitents d'Espalion                                                    |
| Chapelle Saint-Jean de l'Ouradou                                                     | Estaing                        |                                                                                  | 44° 33′ 44″ nord, 2° 39′ 54″ est | « PA12000007 » | Inscrit MH                                                                     | 1997 | Chapelle Saint-Jean de l'Ouradou                                                     |
| Chapelle Saint-Fleuret d'Estaing                                                     | Estaing                        |                                                                                  | 44° 33′ 26″ nord, 2° 40′ 15″ est |                |                                                                                |      | Chapelle Saint-Fleuret d'Estaing                                                     |
| Chapelle Saint-Joseph du château d'Estaing                                           | Estaing                        |                                                                                  | 44° 33′ 15″ nord, 2° 40′ 22″ est | « PA12000064 » | Inscrit MH                                                                     | 2018 | Image manquante Téléverser                                                           |
| Chapelle Notre-Dame-de-la-Pitié de Flagnac                                           | Estaing                        |                                                                                  | 44° 36′ 15″ nord, 2° 14′ 50″ est |                |                                                                                |      | Image manquante Téléverser                                                           |
| Chapelle Notre-Dame-du-Calvaire de Gabriac                                           | Gabriac                        |                                                                                  | 44° 27′ 31″ nord, 2° 47′ 01″ est |                |                                                                                |      | Chapelle Notre-Dame-du-Calvaire de Gabriac                                           |
| Chapelle Notre-Dame-de-la-Salette de Ceyrac                                          | Gabriac                        |                                                                                  | 44° 27′ 44″ nord, 2° 49′ 23″ est |                |                                                                                |      | Image manquante Téléverser                                                           |
| Chapelle Sainte-Marie-Madeleine de Montaigut                                         | Gissac                         |                                                                                  | 43° 53′ 14″ nord, 2° 52′ 47″ est |                |                                                                                |      | Image manquante Téléverser                                                           |
| Chapelle du château des Vernhettes                                                   | Golinhac                       |                                                                                  | 44° 35′ 40″ nord, 2° 34′ 15″ est |                |                                                                                |      | Image manquante Téléverser                                                           |
| Chapelle Notre-Dame-des-Hauteurs de Golinhac                                         | Golinhac                       |                                                                                  | 44° 36′ 26″ nord, 2° 34′ 34″ est |                |                                                                                |      | Chapelle Notre-Dame-des-Hauteurs de Golinhac                                         |
| Chapelle Notre-Dame du Roc de Huparlac                                               | Huparlac                       |                                                                                  | 44° 42′ 55″ nord, 2° 45′ 40″ est |                |                                                                                |      | Image manquante Téléverser                                                           |
| Chapelle de Cocural                                                                  | Huparlac                       |                                                                                  | à géolocaliser                   |                |                                                                                |      | Image manquante Téléverser                                                           |
| Chapelle Saint-Jacques-de-Caylus                                                     | La Cresse                      |                                                                                  | à géolocaliser                   |                |                                                                                |      | Image manquante Téléverser                                                           |
| Chapelle de Souloumiac                                                               | La Fouillade                   |                                                                                  | à géolocaliser                   |                |                                                                                |      | Image manquante Téléverser                                                           |
| Chapelle Saint-Amand d'Anglas                                                        | La Serre                       |                                                                                  | 43° 53′ 06″ nord, 2° 40′ 57″ est |                |                                                                                |      | Chapelle Saint-Amand d'Anglas                                                        |
| Chapelle Saint-Christophe de Saint-Christophe                                        | La Serre                       |                                                                                  | 43° 54′ 28″ nord, 2° 38′ 58″ est |                |                                                                                |      | Image manquante Téléverser                                                           |
| Chapelle du château de Valon                                                         | Lacroix-Barrez                 |                                                                                  | 44° 44′ 19″ nord, 2° 38′ 04″ est |                |                                                                                |      | Image manquante Téléverser                                                           |
| Chapelle de la Capelote                                                              | Lacroix-Barrez                 |                                                                                  | à géolocaliser                   |                |                                                                                |      | Image manquante Téléverser                                                           |
| Chapelle Sainte-Thérèse de Laguiole                                                  | Laguiole                       |                                                                                  | 44° 41′ 01″ nord, 2° 50′ 49″ est |                |                                                                                |      | Chapelle Sainte-Thérèse de Laguiole                                                  |
| Chapelle de l'orphelinat de Grèzes                                                   | Laissac-Sévérac l'Église       |                                                                                  | 44° 22′ 02″ nord, 2° 51′ 15″ est |                |                                                                                |      | Image manquante Téléverser                                                           |
| Chapelle Notre-Dame-de-Pitié de Laissac                                              | Laissac-Sévérac l'Église       |                                                                                  | 44° 22′ 46″ nord, 2° 49′ 46″ est |                |                                                                                |      | Chapelle Notre-Dame-de-Pitié de Laissac                                              |
| Chapelle Saint-Laurent du château de Roquelaure                                      | Lassouts                       |                                                                                  | 44° 29′ 34″ nord, 2° 49′ 20″ est | « PA00094045 » | Classé MH Ancienne chapelle du château                                         | 1981 | Chapelle Saint-Laurent du château de Roquelaure                                      |
| Chapelle Notre-Dame de Bouviala                                                      | Le Clapier                     |                                                                                  | 43° 49′ 19″ nord, 3° 13′ 15″ est |                |                                                                                |      | Image manquante Téléverser                                                           |
| Chapelle de Crestes                                                                  | Le Clapier                     |                                                                                  | 44° 38′ 55″ nord, 2° 29′ 06″ est |                |                                                                                |      | Image manquante Téléverser                                                           |
| Chapelle del Dol du Nayrac                                                           | Le Nayrac                      |                                                                                  | 44° 34′ 14″ nord, 2° 39′ 05″ est |                |                                                                                |      | Image manquante Téléverser                                                           |
| Chapelle Saint-Étienne de Rouffignac                                                 | Le Truel                       |                                                                                  | 44° 01′ 59″ nord, 2° 46′ 02″ est |                |                                                                                |      | Image manquante Téléverser                                                           |
| Chapelle Saint-Cyrice d'Ifernet                                                      | Le Truel                       |                                                                                  | 44° 03′ 04″ nord, 2° 44′ 10″ est |                |                                                                                |      | Image manquante Téléverser                                                           |
| Chapelle des Vialettes                                                               | Lédergues                      |                                                                                  | 44° 04′ 21″ nord, 2° 29′ 03″ est |                |                                                                                |      | Image manquante Téléverser                                                           |
| Chapelle Saint-Michel de Saint-Michel-de-Landesque                                   | Les Costes-Gozon               |                                                                                  | 43° 59′ 45″ nord, 2° 44′ 51″ est |                |                                                                                |      | Image manquante Téléverser                                                           |
| Chapelle Saint-Roch de Livinhac-le-Haut                                              | Livinhac-le-Haut               |                                                                                  | à géolocaliser                   |                |                                                                                |      | Image manquante Téléverser                                                           |
| Chapelle Notre-Dame de Foncourrieu                                                   | Marcillac-Vallon               |                                                                                  | 44° 28′ 49″ nord, 2° 27′ 28″ est | « PA00094053 » | Inscrit MH Chapelle et logement du prieur attenant                             | 1988 | Chapelle Notre-Dame de Foncourrieu                                                   |
| Chapelle des Pénitents de Marcillac-Vallon                                           | Marcillac-Vallon               |                                                                                  | 44° 28′ 23″ nord, 2° 27′ 48″ est |                |                                                                                |      | Chapelle des Pénitents de Marcillac-Vallon                                           |
| Chapelle Saint-Amans de Saint-Amans                                                  | Marnhagues-et-Latour           |                                                                                  | 43° 52′ 48″ nord, 3° 00′ 55″ est |                |                                                                                |      | Image manquante Téléverser                                                           |
| Chapelle Sainte-Magdeleine de Marnhargues                                            | Marnhagues-et-Latour           |                                                                                  | 43° 52′ 58″ nord, 3° 03′ 28″ est | « PA12000085 » | Inscrit MH                                                                     | 2024 | Chapelle Sainte-Magdeleine de Marnhargues                                            |
| Chapelle Saint-Roch du Puech                                                         | Martiel                        |                                                                                  | 44° 20′ 36″ nord, 1° 55′ 27″ est |                |                                                                                |      | Image manquante Téléverser                                                           |
| Chapelle Saint-André du Cayla                                                        | Martrin                        |                                                                                  | 43° 55′ 05″ nord, 2° 37′ 28″ est |                |                                                                                |      | Image manquante Téléverser                                                           |
| Chapelle Notre-Dame du Soulié                                                        | Mayran                         |                                                                                  | 44° 22′ 20″ nord, 2° 21′ 59″ est |                |                                                                                |      | Chapelle Notre-Dame du Soulié                                                        |
| Chapelle Saint-Maurice de Cartayrade                                                 | Mélagues                       |                                                                                  | 43° 42′ 12″ nord, 3° 02′ 35″ est |                |                                                                                |      | Chapelle Saint-Maurice de Cartayrade                                                 |
| Chapelle de la Blaquière                                                             | Millau                         |                                                                                  | 44° 03′ 13″ nord, 3° 09′ 15″ est | « IA12101265 » |                                                                                |      | Chapelle de la Blaquière                                                             |
| Ancienne Chapelle de l'institution Sainte-Marie de Millau                            | Millau                         | Chapelle de la salle René Rieux, rue Paul Bonhomme.                              | 44° 05′ 55″ nord, 3° 04′ 45″ est |                |                                                                                |      | Ancienne Chapelle de l'institution Sainte-Marie de Millau                            |
| Chapelle de Potensac                                                                 | Millau                         |                                                                                  | 44° 04′ 44″ nord, 3° 07′ 49″ est |                |                                                                                |      | Chapelle de Potensac                                                                 |
| Chapelle des Clarisses de Millau                                                     | Millau                         |                                                                                  | 44° 06′ 15″ nord, 3° 04′ 27″ est |                |                                                                                |      | Chapelle des Clarisses de Millau                                                     |
| Chapelle Notre-Dame-de-la-Salette de Cureplat                                        | Millau                         |                                                                                  | 44° 06′ 10″ nord, 3° 05′ 30″ est |                |                                                                                |      | Chapelle Notre-Dame-de-la-Salette de Cureplat                                        |
| Chapelle Saint-Thomas de la Maladrerie                                               | Millau                         |                                                                                  | 44° 05′ 32″ nord, 3° 04′ 57″ est |                |                                                                                |      | Chapelle Saint-Thomas de la Maladrerie                                               |
| Chapelle Saint-Michel de Millau                                                      | Millau                         |                                                                                  | 44° 05′ 58″ nord, 3° 04′ 24″ est |                |                                                                                |      | Chapelle Saint-Michel de Millau                                                      |
| Chapelle de l'école Marguerite Marie                                                 | Millau                         | rue de la Fraternité                                                             | à géolocaliser                   |                |                                                                                |      | Image manquante Téléverser                                                           |
| Chapelle du collège lycée Jeanne d'Arc                                               | Millau                         | boulevard de l'Ayrolle                                                           | à géolocaliser                   |                |                                                                                |      | Image manquante Téléverser                                                           |
| Chapelle de Laval                                                                    | Montagnol                      |                                                                                  | à géolocaliser                   |                |                                                                                |      | Image manquante Téléverser                                                           |
| Chapelle de la Carreyrie                                                             | Montbazens                     |                                                                                  | 44° 28′ 14″ nord, 2° 13′ 04″ est |                |                                                                                |      | Image manquante Téléverser                                                           |
| Chapelle Notre-Dame-de-Pitié de la Borie                                             | Monteils                       |                                                                                  | 44° 16′ 10″ nord, 1° 59′ 58″ est |                |                                                                                |      | Image manquante Téléverser                                                           |
| Chapelle Saint-Dominique du monastère de Dominicaines d'Ardennes                     | Monteils                       |                                                                                  | 44° 16′ 15″ nord, 1° 59′ 41″ est |                |                                                                                |      | Image manquante Téléverser                                                           |
| Chapelle Saint-Léonard de Montfranc                                                  | Montfranc                      |                                                                                  | 43° 50′ 40″ nord, 2° 33′ 54″ est |                |                                                                                |      | Image manquante Téléverser                                                           |
| Chapelle Notre-Dame-de-la-Salette de Montpeyroux                                     | Montpeyroux                    |                                                                                  | 44° 38′ 33″ nord, 2° 49′ 20″ est |                |                                                                                |      | Image manquante Téléverser                                                           |
| Chapelle du Puech de Mayrials                                                        | Montpeyroux                    |                                                                                  | 44° 38′ 42″ nord, 2° 43′ 41″ est |                |                                                                                |      | Image manquante Téléverser                                                           |
| Chapelle de Saint-Marcellin                                                          | Mostuéjouls                    |                                                                                  | 44° 13′ 33″ nord, 3° 13′ 05″ est |                |                                                                                |      | Chapelle de Saint-Marcellin                                                          |
| Chapelle Saint-Vincent de Saint-Vincent                                              | Mounes-Prohencoux              |                                                                                  | 43° 49′ 08″ nord, 2° 48′ 45″ est |                |                                                                                |      | Image manquante Téléverser                                                           |
| Chapelle Saint-Jean-le-Froid de Gipoulou                                             | Mouret                         |                                                                                  | 44° 29′ 59″ nord, 2° 28′ 19″ est |                |                                                                                |      | Chapelle Saint-Jean-le-Froid de Gipoulou                                             |
| Chapelle de la Sainte-Famille de Najac                                               | Najac                          |                                                                                  | 44° 13′ 09″ nord, 1° 58′ 37″ est |                |                                                                                |      | Chapelle de la Sainte-Famille de Najac                                               |
| Chapelle Saint-Barthélemy de Najac                                                   | Najac                          |                                                                                  | 44° 13′ 09″ nord, 1° 58′ 37″ est |                |                                                                                |      | Chapelle Saint-Barthélemy de Najac                                                   |
| Chapelle de Saint-Martin-du-Vican                                                    | Nant                           | Aujourd'hui désaffectée et servant pour exploitation agricole. Propriété privée. | 44° 01′ 06″ nord, 3° 17′ 32″ est | « PA00094087 » | Inscrit MH                                                                     | 1936 | Chapelle de Saint-Martin-du-Vican                                                    |
| Chapelle de la Vierge de Nant                                                        | Nant                           |                                                                                  | 44° 01′ 22″ nord, 3° 18′ 11″ est |                |                                                                                |      | Image manquante Téléverser                                                           |
| Chapelle des Pénitents de Nant                                                       | Nant                           |                                                                                  | 44° 01′ 19″ nord, 3° 18′ 09″ est |                |                                                                                |      | Image manquante Téléverser                                                           |
| Chapelle Saint-Alban de Nant                                                         | Nant                           |                                                                                  | 44° 00′ 21″ nord, 3° 17′ 53″ est |                |                                                                                |      | Chapelle Saint-Alban de Nant                                                         |
| Chapelle de Saint-Sulpice                                                            | Nant                           |                                                                                  | à géolocaliser                   |                |                                                                                |      | Chapelle de Saint-Sulpice                                                            |
| Chapelle Notre-Dame du Claux                                                         | Nant                           |                                                                                  | à géolocaliser                   |                |                                                                                |      | Image manquante Téléverser                                                           |
| Chapelle Notre-Dame-de-la-Salette de Nauviale                                        | Nauviale                       |                                                                                  | 44° 29′ 26″ nord, 2° 26′ 54″ est |                |                                                                                |      | Chapelle Notre-Dame-de-la-Salette de Nauviale                                        |
| Chapelle Notre-Dame-des-Sept-Douleurs de Coussergues                                 | Palmas d'Aveyron               |                                                                                  | 44° 24′ 57″ nord, 2° 52′ 18″ est |                |                                                                                |      | Image manquante Téléverser                                                           |
| Chapelle Saint-Pierre de Carbassas                                                   | Paulhe                         |                                                                                  | 44° 08′ 24″ nord, 3° 06′ 21″ est |                |                                                                                |      | Chapelle Saint-Pierre de Carbassas                                                   |
| Chapelle Saint-Méen de Saint-Méen                                                    | Peux-et-Couffouleux            |                                                                                  | 43° 45′ 21″ nord, 2° 51′ 56″ est |                |                                                                                |      | Chapelle Saint-Méen de Saint-Méen                                                    |
| Chapelle Notre-Dame-des-Mirabels de Peyreleau                                        | Peyreleau                      |                                                                                  | 44° 11′ 20″ nord, 3° 12′ 31″ est |                |                                                                                |      | Chapelle Notre-Dame-des-Mirabels de Peyreleau                                        |
| Chapelle Notre-Dame-de-Pitié de Peyrusse-le-Roc                                      | Peyrusse-le-Roc                |                                                                                  | 44° 29′ 57″ nord, 2° 08′ 14″ est |                |                                                                                |      | Chapelle Notre-Dame-de-Pitié de Peyrusse-le-Roc                                      |
| Chapelle Notre-Dame-du-Calvaire de Pomayrols                                         | Pomayrols                      |                                                                                  | 44° 28′ 27″ nord, 3° 01′ 38″ est |                |                                                                                |      | Image manquante Téléverser                                                           |
| Chapelle Notre-Dame de Salars                                                        | Pont-de-Salars                 |                                                                                  | 44° 16′ 49″ nord, 2° 43′ 58″ est |                |                                                                                |      | Chapelle Notre-Dame de Salars                                                        |
| Chapelle Notre-Dame-du-Bon-Secours de Prades-Salars                                  | Prades-Salars                  |                                                                                  | 44° 15′ 46″ nord, 2° 47′ 00″ est |                |                                                                                |      | Image manquante Téléverser                                                           |
| Chapelle Saint-Clair de Verdun                                                       | Quins                          |                                                                                  | 44° 14′ 23″ nord, 2° 22′ 22″ est | « PA12000018 » | Inscrit MH                                                                     | 1999 | Chapelle Saint-Clair de Verdun                                                       |
| Chapelle Saint-Vincent de Lugan                                                      | Quins                          |                                                                                  | 44° 14′ 23″ nord, 2° 21′ 30″ est |                |                                                                                |      | Chapelle Saint-Vincent de Lugan                                                      |
| Chapelle Notre-Dame-de-Bétirac de Bétirac                                            | Rebourguil                     |                                                                                  | 43° 52′ 02″ nord, 2° 42′ 56″ est |                |                                                                                |      | Image manquante Téléverser                                                           |
| Chapelle Notre-Dame-de-la-Louzière des Liquières                                     | Rebourguil                     |                                                                                  | 43° 54′ 25″ nord, 2° 43′ 52″ est |                |                                                                                |      | Image manquante Téléverser                                                           |
| Chapelle Saint-Julien de Réquista                                                    | Réquista                       |                                                                                  | 44° 01′ 15″ nord, 2° 31′ 56″ est |                |                                                                                |      | Chapelle Saint-Julien de Réquista                                                    |
| Chapelle Notre-Dame-de-l'Assomption de Rivières                                      | Rieupeyroux                    |                                                                                  | 44° 20′ 25″ nord, 2° 15′ 45″ est |                |                                                                                |      | Image manquante Téléverser                                                           |
| Chapelle Saint-Jean-Baptiste de Rieupeyroux                                          | Rieupeyroux                    |                                                                                  | 44° 19′ 00″ nord, 2° 13′ 53″ est |                |                                                                                |      | Image manquante Téléverser                                                           |
| Chapelle Sainte-Tarcisse de Rodelle                                                  | Rodelle                        |                                                                                  | 44° 29′ 28″ nord, 2° 37′ 12″ est |                |                                                                                |      | Image manquante Téléverser                                                           |
| Chapelle Paraire                                                                     | Rodez                          | rue Paraire                                                                      | 44° 20′ 59″ nord, 2° 33′ 52″ est |                |                                                                                |      | Chapelle Paraire                                                                     |
| Chapelle de Gourgan                                                                  | Rodez                          | boulevard De Lattre                                                              | 44° 20′ 52″ nord, 2° 34′ 04″ est |                |                                                                                |      | Image manquante Téléverser                                                           |
| Chapelle du grand Séminaire de Rodez                                                 | Rodez                          | rue des Frères de Turenne (lycée Louis Querbès)                                  | 44° 20′ 53″ nord, 2° 34′ 42″ est |                |                                                                                |      | Chapelle du grand Séminaire de Rodez                                                 |
| Chapelle Notre-Dame-de-Pitié de Rodez                                                | Rodez                          | chemin de la Boriette                                                            | 44° 21′ 07″ nord, 2° 33′ 33″ est |                |                                                                                |      | Chapelle Notre-Dame-de-Pitié de Rodez                                                |
| Chapelle du collège des Jésuites de Rodez                                            | Rodez                          | place Foch                                                                       | 44° 20′ 58″ nord, 2° 34′ 25″ est |                |                                                                                |      | Chapelle du collège des Jésuites de Rodez                                            |
| Chapelle Sainte-Jeanne-d'Arc de la congrégation des Sœurs de l'Enfant-Jésus de Rodez | Rodez                          | rue Béteille                                                                     | 44° 20′ 53″ nord, 2° 34′ 43″ est |                |                                                                                |      | Chapelle Sainte-Jeanne-d'Arc de la congrégation des Sœurs de l'Enfant-Jésus de Rodez |
| Chapelle Saint-Pierre du petit séminaire de Rodez                                    | Rodez                          | chemin de Saint-Pierre (Bourran)                                                 | 44° 21′ 25″ nord, 2° 33′ 11″ est |                |                                                                                |      | Image manquante Téléverser                                                           |
| Chapelle maison de retraite                                                          | Rodez                          | boulevard d'Estroumel                                                            | à géolocaliser                   |                |                                                                                |      | Image manquante Téléverser                                                           |
| Chapelle Sainte-Madeleine d'Espeillac                                                | Roussennac                     |                                                                                  | 44° 26′ 29″ nord, 2° 13′ 26″ est |                |                                                                                |      | Image manquante Téléverser                                                           |
| Chapelle de la Serre                                                                 | Rullac-Saint-Cirq              |                                                                                  | 44° 05′ 52″ nord, 2° 27′ 24″ est |                |                                                                                |      | Image manquante Téléverser                                                           |
| Chapelle Notre-Dame-du-Buis de Saint-Geniez-d'Olt                                    | Saint Geniez d'Olt et d'Aubrac |                                                                                  | 44° 28′ 19″ nord, 2° 59′ 09″ est |                |                                                                                |      | Image manquante Téléverser                                                           |
| Chapelle Saint-Antoine de Saint-Geniez-d'Olt                                         | Saint Geniez d'Olt et d'Aubrac |                                                                                  | 44° 28′ 12″ nord, 2° 58′ 31″ est |                |                                                                                |      | Image manquante Téléverser                                                           |
| Chapelle des Pénitents de Saint-Geniez-d'Olt                                         | Saint Geniez d'Olt et d'Aubrac |                                                                                  | 44° 27′ 57″ nord, 2° 58′ 23″ est |                |                                                                                |      | Chapelle des Pénitents de Saint-Geniez-d'Olt                                         |
| Chapelle du couvent des Sœurs de l'Adoration-Perpétuelle de Saint-Affrique           | Saint-Affrique                 |                                                                                  | 43° 57′ 31″ nord, 2° 53′ 22″ est |                |                                                                                |      | Image manquante Téléverser                                                           |
| Chapelle Saint-Amans de la Loubatière                                                | Saint-Affrique                 |                                                                                  | 43° 59′ 39″ nord, 2° 48′ 25″ est |                |                                                                                |      | Image manquante Téléverser                                                           |
| Ancienne chapelle Saint-Amans de la Loubatière                                       | Saint-Affrique                 |                                                                                  | 43° 59′ 38″ nord, 2° 48′ 25″ est |                |                                                                                |      | Image manquante Téléverser                                                           |
| Chapelle Saint-Géraud de Bournac                                                     | Saint-Affrique                 |                                                                                  | 43° 58′ 52″ nord, 2° 47′ 40″ est |                |                                                                                |      | Image manquante Téléverser                                                           |
| Chapelle Notre-Dame de Laval                                                         | Saint-André-de-Najac           |                                                                                  | 44° 09′ 36″ nord, 2° 01′ 32″ est |                |                                                                                |      | Chapelle Notre-Dame de Laval                                                         |
| Chapelle d'Azinières                                                                 | Saint-Beauzély                 |                                                                                  | à géolocaliser                   |                |                                                                                |      | Image manquante Téléverser                                                           |
| Chapelle Saint-Antoine de Bonnefon                                                   | Saint-Chély-d'Aubrac           |                                                                                  | 44° 34′ 09″ nord, 2° 56′ 32″ est |                |                                                                                |      | Chapelle Saint-Antoine de Bonnefon                                                   |
| Chapelle Saint-Joseph de Testet                                                      | Saint-Christophe-Vallon        |                                                                                  | 44° 29′ 21″ nord, 2° 22′ 14″ est |                |                                                                                |      | Chapelle Saint-Joseph de Testet                                                      |
| Chapelle Saint-Martial de Luzençon                                                   | Saint-Georges-de-Luzençon      |                                                                                  | 44° 03′ 56″ nord, 2° 58′ 09″ est | « PA12000002 » | Inscrit MH                                                                     | 1996 | Chapelle Saint-Martial de Luzençon                                                   |
| Chapelle des Armayrols                                                               | Saint-Izaire                   |                                                                                  | 43° 59′ 06″ nord, 2° 42′ 50″ est |                |                                                                                |      | Image manquante Téléverser                                                           |
| Chapelle Notre-Dame-de-Grâces de Saint-Izaire                                        | Saint-Izaire                   |                                                                                  | 43° 58′ 23″ nord, 2° 43′ 31″ est |                |                                                                                |      | Image manquante Téléverser                                                           |
| Chapelle Saint-Georges de Saint-Juéry                                                | Saint-Juéry                    |                                                                                  | 43° 54′ 39″ nord, 2° 41′ 48″ est |                |                                                                                |      | Chapelle Saint-Georges de Saint-Juéry                                                |
| Chapelle Notre-Dame de Roucayrol                                                     | Saint-Just-sur-Viaur           |                                                                                  | 44° 07′ 17″ nord, 2° 21′ 22″ est |                |                                                                                |      | Chapelle Notre-Dame de Roucayrol                                                     |
| Chapelle de Notre dame du Roc                                                        | Saint-Just-sur-Viaur           |                                                                                  | 44° 07′ 48″ nord, 2° 23′ 40″ est |                |                                                                                |      | Chapelle de Notre dame du Roc                                                        |
| Chapelle de Lenne                                                                    | Saint-Martin-de-Lenne          |                                                                                  | à géolocaliser                   |                |                                                                                |      | Image manquante Téléverser                                                           |
| Chapelle Notre-Dame du château de Gironde                                            | Saint-Parthem                  |                                                                                  | 44° 37′ 24″ nord, 2° 16′ 03″ est |                |                                                                                |      | Image manquante Téléverser                                                           |
| Chapelle Notre-Dame de Pitié de Sainte-Eulalie-d'Olt                                 | Sainte-Eulalie-d'Olt           |                                                                                  | 44° 28′ 03″ nord, 2° 56′ 32″ est |                |                                                                                |      | Chapelle Notre-Dame de Pitié de Sainte-Eulalie-d'Olt                                 |
| Chapelle de Salles-la-Source                                                         | Salles-la-Source               |                                                                                  | à géolocaliser                   |                |                                                                                |      | Image manquante Téléverser                                                           |
| Chapelle Saint-Roch de Sanvensa                                                      | Sanvensa                       |                                                                                  | 44° 17′ 39″ nord, 2° 02′ 44″ est |                |                                                                                |      | Image manquante Téléverser                                                           |
| Chapelle du Pont de Sébrazac                                                         | Sébrazac                       |                                                                                  | 44° 33′ 08″ nord, 2° 40′ 20″ est |                |                                                                                |      | Chapelle du Pont de Sébrazac                                                         |
| Chapelle Saint-Michel de Verrières                                                   | Sébrazac                       |                                                                                  | 44° 32′ 34″ nord, 2° 40′ 53″ est |                |                                                                                |      | Image manquante Téléverser                                                           |
| Chapelle du château de Verrières                                                     | Sébrazac                       |                                                                                  | 44° 32′ 34″ nord, 2° 40′ 53″ est |                |                                                                                |      | Image manquante Téléverser                                                           |
| Chapelle du Puy-Seigneur de Saint-Geniès-des-Ers                                     | Sébrazac                       |                                                                                  | 44° 32′ 45″ nord, 2° 38′ 05″ est |                |                                                                                |      | Chapelle du Puy-Seigneur de Saint-Geniès-des-Ers                                     |
| Chapelle Notre-Dame-de-Bon-Secours de Sébrazac                                       | Sébrazac                       |                                                                                  | 44° 31′ 38″ nord, 2° 39′ 21″ est |                |                                                                                |      | Chapelle Notre-Dame-de-Bon-Secours de Sébrazac                                       |
| Chapelle Notre-Dame de Bergounhoux                                                   | Ségur                          |                                                                                  | 44° 15′ 26″ nord, 2° 52′ 07″ est |                |                                                                                |      | Image manquante Téléverser                                                           |
| Chapelle Saint-Pierre de Pomiès                                                      | Sénergues                      |                                                                                  | 44° 37′ 33″ nord, 2° 24′ 50″ est |                |                                                                                |      | Chapelle Saint-Pierre de Pomiès                                                      |
| Chapelle Saint-Roch de Montarnal                                                     | Sénergues                      |                                                                                  | 44° 38′ 47″ nord, 2° 26′ 48″ est |                |                                                                                |      | Chapelle Saint-Roch de Montarnal                                                     |
| Chapelle Notre-Dame de Vallée Clause du Méjanel                                      | Sévérac d'Aveyron              |                                                                                  | 44° 19′ 03″ nord, 2° 57′ 55″ est |                |                                                                                |      | Image manquante Téléverser                                                           |
| Chapelle Notre-Dame-de-Lorette de Sévérac-le-Château                                 | Sévérac d'Aveyron              |                                                                                  | 44° 18′ 52″ nord, 3° 04′ 13″ est |                |                                                                                |      | Chapelle Notre-Dame-de-Lorette de Sévérac-le-Château                                 |
| Chapelle Saint-Privat de Saint-Privat                                                | Sévérac d'Aveyron              |                                                                                  | 44° 18′ 02″ nord, 3° 01′ 15″ est |                |                                                                                |      | Image manquante Téléverser                                                           |
| Chapelle Saint-Louis de Sévérac-le-Château                                           | Sévérac d'Aveyron              |                                                                                  | 44° 18′ 52″ nord, 3° 04′ 13″ est |                |                                                                                |      | Chapelle Saint-Louis de Sévérac-le-Château                                           |
| Chapelle Notre-Dame de Lez                                                           | Taussac                        |                                                                                  | à géolocaliser                   |                |                                                                                |      | Image manquante Téléverser                                                           |
| Chapelle Saint-Michel de Laussac                                                     | Thérondels                     |                                                                                  | 44° 51′ 12″ nord, 2° 46′ 27″ est | « PA00094190 » | Inscrit MH                                                                     | 1974 | Chapelle Saint-Michel de Laussac                                                     |
| Chapelle de l'institution Notre-Dame de Tournemire                                   | Tournemire                     |                                                                                  | 43° 58′ 13″ nord, 3° 01′ 22″ est |                |                                                                                |      | Chapelle de l'institution Notre-Dame de Tournemire                                   |
| Chapelle Saint-Privat de Salmanac                                                    | Vabres-l'Abbaye                |                                                                                  | 43° 55′ 23″ nord, 2° 49′ 06″ est |                |                                                                                |      | Chapelle Saint-Privat de Salmanac                                                    |
| Chapelle Saint-Fiacre de Vailhourles                                                 | Vailhourles                    |                                                                                  | 44° 18′ 30″ nord, 1° 54′ 17″ est |                |                                                                                |      | Chapelle Saint-Fiacre de Vailhourles                                                 |
| Chapelle du Maynial                                                                  | Veyreau                        |                                                                                  | 44° 12′ 00″ nord, 3° 16′ 45″ est |                |                                                                                |      | Image manquante Téléverser                                                           |
| Chapelle du prieuré de Saint-Jean-de-Balmes                                          | Veyreau                        |                                                                                  | 44° 10′ 22″ nord, 3° 14′ 49″ est |                |                                                                                |      | Chapelle du prieuré de Saint-Jean-de-Balmes                                          |
| Chapelle Saint-Étienne du Pujol                                                      | Viala-du-Tarn                  |                                                                                  | 44° 04′ 39″ nord, 2° 50′ 29″ est |                |                                                                                |      | Image manquante Téléverser                                                           |
| Chapelle Saint-Jacques du Minier                                                     | Viala-du-Tarn                  |                                                                                  | 44° 04′ 23″ nord, 2° 53′ 03″ est |                |                                                                                |      | Chapelle Saint-Jacques du Minier                                                     |
| Chapelle Notre-Dame de Plescamps                                                     | Viala-du-Tarn                  |                                                                                  | 44° 03′ 57″ nord, 2° 48′ 04″ est |                |                                                                                |      | Image manquante Téléverser                                                           |
| Chapelle Saint-Blaise de Servières                                                   | Villecomtal                    |                                                                                  | 44° 33′ 12″ nord, 2° 33′ 36″ est | « PA00094257 » | Inscrit MH                                                                     | 1992 | Chapelle Saint-Blaise de Servières                                                   |
| Chapelle des Pénitents noirs de Villefranche-de-Rouergue                             | Villefranche-de-Rouergue       |                                                                                  | 44° 21′ 13″ nord, 2° 02′ 12″ est | « PA00094201 » | Classé MH                                                                      | 1920 | Chapelle des Pénitents noirs de Villefranche-de-Rouergue                             |
| Chapelle des Étrangers de la chartreuse Saint-Sauveur                                | Villefranche-de-Rouergue       |                                                                                  | 44° 20′ 40″ nord, 2° 01′ 57″ est |                |                                                                                |      | Chapelle des Étrangers de la chartreuse Saint-Sauveur                                |
| Chapelle du Calvaire de Saint-Jean-d'Aigremont                                       | Villefranche-de-Rouergue       |                                                                                  | 44° 20′ 59″ nord, 2° 02′ 55″ est |                |                                                                                |      | Image manquante Téléverser                                                           |
| Chapelle du château de Graves                                                        | Villefranche-de-Rouergue       |                                                                                  | 44° 21′ 56″ nord, 2° 01′ 39″ est |                |                                                                                |      | Image manquante Téléverser                                                           |
| Chapelle du couvent de la Sainte-Famille de Villefranche-de-Rouergue                 | Villefranche-de-Rouergue       |                                                                                  | 44° 21′ 04″ nord, 2° 02′ 09″ est |                |                                                                                |      | Image manquante Téléverser                                                           |
| Chapelle Notre-Dame de Treize-Pierres de Villefranche-de-Rouergue                    | Villefranche-de-Rouergue       |                                                                                  | 44° 21′ 35″ nord, 2° 01′ 19″ est | « IA12003613 » |                                                                                |      | Chapelle Notre-Dame de Treize-Pierres de Villefranche-de-Rouergue                    |
| Chapelle Notre-Dame-des-Champs de Villefranche-de-Rouergue                           | Villefranche-de-Rouergue       |                                                                                  | 44° 21′ 29″ nord, 2° 01′ 32″ est | « IA12000047 » |                                                                                |      | Image manquante Téléverser                                                           |
| Chapelle Sainte-Barbe de Villefranche-de-Rouergue                                    | Villefranche-de-Rouergue       |                                                                                  | 44° 21′ 08″ nord, 2° 02′ 21″ est |                |                                                                                |      | Chapelle Sainte-Barbe de Villefranche-de-Rouergue                                    |
| Chapelle Sainte-Émilie-de-Rodat de Villefranche-de-Rouergue                          | Villefranche-de-Rouergue       |                                                                                  | 44° 21′ 05″ nord, 2° 02′ 10″ est |                |                                                                                |      | Image manquante Téléverser                                                           |
| Chapelle Saint-Jean de Saint-Jean d'Aigremont                                        | Villefranche-de-Rouergue       |                                                                                  | 44° 20′ 56″ nord, 2° 02′ 57″ est |                |                                                                                |      | Image manquante Téléverser                                                           |
| Chapelle Saint-Jérôme de Villefranche-de-Rouergue                                    | Villefranche-de-Rouergue       | médiathèque                                                                      | 44° 21′ 03″ nord, 2° 02′ 20″ est |                |                                                                                |      | Chapelle Saint-Jérôme de Villefranche-de-Rouergue                                    |
| Chapelle de la Miège                                                                 | Villeneuve                     |                                                                                  | 44° 26′ 19″ nord, 2° 02′ 09″ est |                |                                                                                |      | Chapelle de la Miège                                                                 |
| Chapelle Saint-Roch de Villeneuve                                                    | Villeneuve                     |                                                                                  | 44° 26′ 20″ nord, 2° 02′ 35″ est |                |                                                                                |      | Chapelle Saint-Roch de Villeneuve                                                    |
| Chapelle Notre-Dame-de-Grâce de Villeneuve                                           | Villeneuve                     |                                                                                  | 44° 25′ 42″ nord, 2° 01′ 02″ est |                |                                                                                |      | Chapelle Notre-Dame-de-Grâce de Villeneuve                                           |